# Селенид дицезия
Селенид дицезия — бинарное неорганическое соединение селена и цезия с формулой Cs2Se, бесцветные кристаллы.

## Получение
- Реакция чистых веществ в жидком аммиаке под давлением[2]:

{\displaystyle {\mathsf {Se+2Cs\ {\xrightarrow {300^{o}C,0,2GPa}}\ Cs_{2}Se}}}

## Физические свойства
Селенид дицезия образует бесцветные кристаллы ромбической сингонии, пространственная группа F dd2, параметры ячейки a = 1,175 нм, b = 1,649 нм, c = 0,6775 нм, Z = 8
.
Соединение конгруэнтно плавится при температуре 770 °C.